# Горенчук Феодосій Іванович
Феодосій Іванович Горенчук (1908—1986) — полковник Радянської Армії, учасник радянсько-фінської та німецько-радянської воєн, Герой Радянського Союзу (1944).

## Біографія
Феодосій Горенчук народився 5 (за новим стилем — 18) жовтня 1908 року в селі Петримани (нині — Мурованокуриловецький район Вінницької області) в селянській родині. Закінчив сім класів, працював у сільському господарстві. З 1928 року проживав в Ленінграді, в 1930 році закінчив Ленінградський педагогічний технікум, працював токарем на заводі імені Енгельса. У листопаді 1934 року Горенчук був призваний на службу в Робітничо-селянську Червону армію. Командував мотоциклетним відділенням, був секретарем бюро комсомолу, політруком роти окремого батальйону зв'язку 7-го механізованого корпусу Ленінградського військового округу в Петергофі. У 1938—1939 роках був слухачем курсів при Будинку партійної освіти Ленінградського військового округу. Брав участь у радянсько-фінській війні. З лютого 1941 року був старшим інструктором політвідділу 208-ї танкової дивізії Західного особливого військового округу.
З червня 1941 року — на фронтах Другої світової війни. Брав участь у боях у Білоруській РСР 1941 року, Смоленській битві, звільненні Житомирської області Української РСР, Житомирсько-Бердичівській, Проскурівсько-Чернівецької операції, боях на Дуклинськом перевалі, Вісло-Одерській, Нижньо-Сілезькій, Верхньо-Сілезькій, Берлінській операціях, звільненні Дрездена і Праги. В боях п'ять разів був поранений і контужений. У лютому 1943 року Горенчук закінчив прискорені курси при Військово-політичній академії в Белебеї, а в жовтні того ж року — Вищу офіцерську бронетанкову школу в Магнітогорську. До липня 1944 року гвардії капітан Феодосій Горенчук командував 3-м танковим батальйоном 12-ї гвардійської танкової бригади 4-го гвардійського танкового корпусу 60-ї армії 1-го Українського фронту. Відзначився під час звільнення Львівської області.
В ході боїв у районі сіл Хильчиці і Почапи Золочівського району, коли противник спробував прорвати кільце оточення, Горенчук вийшов із танка і підняв в атаку стрілецькі підрозділи. Отримав два поранення, але поля бою не покинув. За п'ять наступних годин батальйон відбив три німецькі контратаки, знищив 3 танки і 11 гармат, а також велику кількість солдатів і офіцерів противника.
Указом Президії Верховної Ради СРСР від 23 вересня 1944 року за зразкове виконання бойових завдань командування на фронті боротьби з німецькими загарбниками і проявлені при цьому мужність і героїзм гвардії капітан Феодосій Горенчук був удостоєний високого звання Героя Радянського Союзу з врученням ордена Леніна і медалі «Золота Зірка» за номером 5301.
Після закінчення війни Горенчук продовжив службу в Радянській Армії. У березні 1962 року в званні полковника Горенчук був звільнений у запас. Деякий час проживав у Ленінграді, потім повернувся на батьківщину. Проживав у селищі Муровані Курилівці, працював у місцевому райкомі КПРС. Помер 27 березня 1986 року, похований у Мурованих Курилівцях.
Також нагороджений орденами Червоного Прапора, Вітчизняної війни 1-го ступеня, двома орденами Вітчизняної війни 2-го ступеня, двома орденами Червоної Зірки, а також низкою медалей.

## Вшанування пам'яті

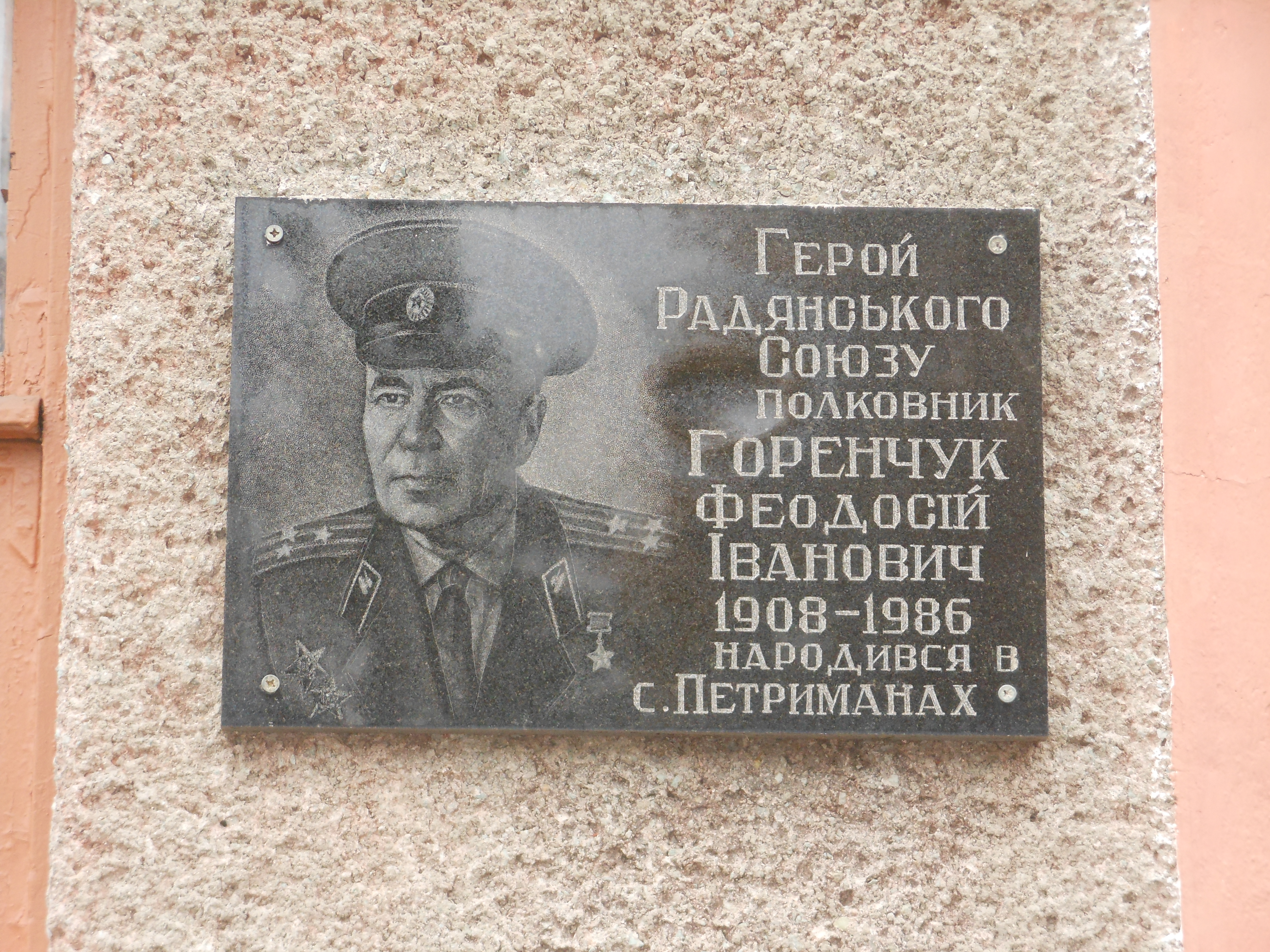
Меморіальна дошка Горенчуку Ф.І.

В Мурованих Курилівцях на будинку загальноосвітньої школи №2, що носить ім'я Горенчука Ф. І. встановлено меморіальну дошку.
Його ім'ям названі вулиці в рідному селі Петримани та смт. Муровані Курилівці.